# 톰 재커리
조너선 톰프슨 월턴 재커리(Jonathan Thompson Walton Zachary, 1896년 5월 7일 ~ 1969년 1월 24일)는 미국의 전 프로 야구 선수로, 메이저 리그 베이스볼 (MLB)에서 투수로 뛰었다. 필라델피아 애슬레틱스, 워싱턴 세너터스, 세인트루이스 브라운스, 워싱턴 세너터스, 뉴욕 양키스, 보스턴 브레이브스, 브루클린 다저스, 필라델피아 필리스에서 모두 19시즌을 뛰었다. 통산 533경기에 출전해 3126.1이닝을 던지며, 186승 191패, 185완투, 24완봉, 평균자책점 3.73을 기록했다.